# Igede (langue)
L’igede est une langue de la branche idomoïde des langues voltaïco-nigériennes, parlée par les Igede dans l’État de Benue au Nigeria, ainsi que par la diaspora igede, notamment dans les États d’Osun et d’Ogun au Nigeria.

## Écriture
| a | b | ch | d  | e | ẹ | f | g  | gb | h  | i |
| ị | j | k  | kp | l | m | n | ng | nm | ny | o |
| ọ | p | r  | s  | t | u | ụ | v  | w  | y  | z |

Les tons sont uniquement indiqués lorsqu’il y a ambigüité, avec l’accent aigu pour le ton haut, le macron pour le ton haut-moyen, l’accent grave pour le ton bas.